# Ginevra Elkann
Ginevra Elkann (Londra, 24 settembre 1979) è una produttrice cinematografica e regista italiana.
È la nipote di Gianni Agnelli, terzogenita di Margherita Agnelli e di Alain Elkann, sorella di John Elkann e di Lapo Elkann.

## Biografia
Cresciuta in Inghilterra, Francia e Brasile, vive tra Roma e Torino.
Ha lavorato per Knopf Publishing di New York e Miramax a Londra, producendo diversi cortometraggi. È stata assistente alla regia di Bernardo Bertolucci per il film L'assedio (1998) e assistente video di Anthony Minghella per il film Il talento di Mr. Ripley (1999).
Laureata all'Università americana di Parigi, ha conseguito un Master in Regia Cinematografica alla London Film School, dove ha realizzato il progetto di tesi Vado a messa, cortometraggio di 9 minuti proiettato alla 62ª Mostra internazionale d'arte cinematografica di Venezia.
Nel 2009 ha fondato la casa di produzione Caspian Films, che ha prodotto e realizzato il lungometraggio Frontier Blues del regista iraniano Babak Jalali selezionato al Festival international des cinémas d'Asie di Vesoul del 2010 e per il Concorso Internazionale del 62º Festival del Cinema di Locarno.
Già nel comitato consultivo di Christie's, da marzo 2006 è succeduta alla nonna Marella come Presidente della Pinacoteca Giovanni e Marella Agnelli di Torino e, da giugno 2008, membro del Comité d'acquisition e Comité Executif della Fondation Cartier di Parigi. 
Ha posato per la fotografa Deborah Turbeville e per
la campagna di Oviesse abbigliamento 2010/2011.
Nel 2012 ha fondato la casa di distribuzione cinematografica Good Films, insieme a Francesco Melzi d'Eril, Luigi Musini e Lorenzo Mieli.
Nel 2019 realizza il suo primo lungometraggio come regista, dal titolo Magari, ricevendo una candidatura al David di Donatello 2021 come miglior regista esordiente.

### Vita privata
Il 25 aprile 2009 ha sposato a Marrakech, con rito cattolico, Giovanni Gaetani dell’Aquila d’Aragona e da questo matrimonio sono nati tre figli: 
- Giacomo (nato il 15 agosto 2009),[4]
- Pietro (nato il 31 ottobre 2012),[5]
- Marella (nata il 27 maggio 2014).[6]

La coppia si è separata nel giugno 2022.

## Filmografia

### Regista
- Vado a messa - cortometraggio (2005)
- Magari (2019)
- Te l'avevo detto (2023)

### Produttrice
- Frontier Blues, regia di Babak Jalali (2009)
- Noche, regia di Leonardo Brzezicki (2013)
- White Shadow, regia di Noaz Deshe (2013)
- Cloro, regia di Lamberto Sanfelice (2015)
- Arianna, regia di Carlo Lavagna (2015)
- Prova contraria, regia di Chiara Agnello - documentario (2016)
- Mektoub, My Love - Canto uno, regia di Abdellatif Kechiche (2017)
- Land, regia di Babak Jalali (2018)

## Riconoscimenti
- Ciak d'oro
  - 2020 – Candidatura a migliore opera prima per Magari[8]
  - 2021 – Candidatura a miglior regista esordiente per Magari